# 俄罗斯国家图书馆
俄罗斯国家图书馆位于俄罗斯圣彼得堡涅瓦大街，紧邻奥斯特罗夫斯基广场。至今已经有218年的历史，是俄罗斯帝国最古老的公共图书馆。目前是俄罗斯第二大图书馆（仅次于位于莫斯科的俄罗斯国立图书馆）。现隶属于俄罗斯联邦文化部。

## 历史沿革
该图书馆是1795年5月由叶卡捷琳娜二世（1729-1796年）批准兴建的。1795年-1918年，它叫皇家公共图书馆（Императорская Публичная библиотека）；1918年-1932年（二月革命后）,改名为俄罗斯公共图书馆（Российская Публичная библиотека）；在1932年到1992年期间（即苏联时期）被称为萨尔蒂科夫－谢德林国立公共图书馆（Государственная Публичная библиотека им. М. Е. Салтыкова-Щедрина）（以俄国作家M.E.萨尔蒂柯夫－谢德林的名字命名）；在1992年根据俄总统叶利钦的命令再次更名，被称为俄罗斯国家图书馆（Российская национальная библиотека）。是欧洲第一座公共图书馆，也是俄罗斯帝国最古老的公共图书馆。

发展时间表：
1. 1795年5月由叶卡捷琳娜二世批准兴建
2. 1805年购进杜布罗夫斯基手稿
3. 1810年亚历山大一世（1777-1825年）批准通过了俄罗斯第一部图书馆法令《皇家公共图书馆管理条例》，条例明确规定了皇家图书馆的管理方式、内容以及组织工作原则等。
4. 1814年开始收集印刷本乐谱与录音制品
5. 1864年建立缴送制度
6. 1864年设立文献目录组
7. 1918年7月设立俄罗斯图书馆联合目录及信息局
8. 1930年开始书目咨询活动
9. 1936年设立公共关系服务部
10. 1937年开放了报纸阅览室
11. 1947年图书馆研究室扩充为图书馆研究部并在1959年组成图书馆与书目研究部，1968年正式成为研究与方法部
12. 1953年把图片部拆分为俄罗斯联邦国内语言文献部和亚非部
13. 1950年设立报纸部
14. 1960年起出版全俄罗斯的书目
15. 1968年设立图书馆学部
16. 1968年1月图书馆与目录学研究部机构重组成信息研究与推荐书目部，1977年更名为目录学与图书研究部，1991年改为书目与区域研究部
17. 1992年起原家谱研究组成为国家图书馆家谱研究所
18. 2000年7月制订了2000-2005年俄罗斯数字图书馆的计划

## 规模和地位
目前俄罗斯国家图书馆包含有典藏服务部、报刊部、民族文学部、舆图部、亚洲和美洲国家各语种文学部、乐谱和音乐录音部、版画部、馆际互借部、书目信息部、复制与翻译部
、采选部、机械化与自动化部、亚非文献部、手稿部、家谱研究所、法律信息中心、联邦保存中心、修复中心等诸多部门。截止到2008年1月1日，俄罗斯国家图书馆馆藏总量为35,067,459册件，藏书量为世界第四。俄罗斯国家图书馆读者访问量在2005年、2006年、2007年分别为1,292,600人次、1,197,500人次、1,149,900人次。目前总馆舍面积：123,000平方米，其中：旧馆60,000多平方米，新馆63,000多平方米。俄罗斯国家图书馆是俄罗斯图书馆学、目录学以及图书学研究领域的中心。它是是俄罗斯文化、历史遗产的巨大宝库，承载着人类文化传承和保持文化历史传统的重任。

## 职能与服务
该馆成立伊始就有组建和组织馆藏、编辑和出版书目的职能并在218年的发展中逐渐增加了许多新智能。现在，俄罗斯国家图书馆的主要职能是组建、保存并最大限度地向图书馆用户提供最全面的本国文献和有重要意义的外国文献；组织、指导和参与全俄书籍印刷品及其它文献目录的组织和登记；作为科研机构开展图书馆学、目录学和图书学研究，是国家科学情报和文化中心，并参与制定和实施图书馆事业联邦政策。简单来说，它有馆藏建设、读者服务、科研和科学组织工作、国际合作这四项工作。因此该馆在除了承担作为俄罗斯的两大国家图书馆职能外还面向广大提供护照和学位证明并办理读者卡的读者和其他相关图书馆提供包括报纸、信息、书目、编目、馆际互借和国际图书交换等多种服务，当然使用古老和稀有资料要受限制。对于那些未注册的参观者则限制更多。该图书馆的所有的可开发资料都免费供用户在阅览室使用，另外对于只有专业团体在图书馆工作人员提供必要的帮助才能进行的对印刷本乐谱进行静电、翻拍或缩微复制，对录音资料进行转录等一切复制服务都要收费。同时会不定期举办办展览、讲座、会议以及音乐会。
外国公民要想使用图书馆资料则必须出示护照、签证、访问学者或研究生资格证明，上交照片两张并填表注册。